# Burghain Falkenstein
Burghain Falkenstein este o arie protejată (arie specială de conservare — SAC, sit de importanță comunitară — SCI) din Germania întinsă pe o suprafață de 36,25 ha, integral pe uscat.

## Localizare
Centrul sitului Burghain Falkenstein este situat la coordonatele 50°11′22″N 8°28′30″E / 50.1894°N 8.475°E.

## Înființare
Situl Burghain Falkenstein a fost declarat sit de importanță comunitară în iulie 2001 pentru a proteja 1 specie de animale. Situl a fost protejat și ca arie specială de conservare în martie 2008.

## Biodiversitate
Situată în ecoregiunea continentală, aria protejată conține 4 habitate naturale: Peșteri inaccesibile publicului, Păduri de fag Asperulo-Fagetum, Păduri de stejar și carpen Galio-Carpinetum, Păduri pe pante, grohotișuri și ravene de Tilio-Acerion.
La baza desemnării sitului se află o specie protejată de  păsări: ciocănitoarea de stejar (Dendrocopos medius).
Pe lângă speciile protejate, pe teritoriul sitului au mai fost identificate 1 specie de plante.